# Ribeira da Marateca
Ribeira da Marateca é uma ribeira afluente da margem direita do rio Sado.
Nasce na serra de Monfurado e no seu troço final diferencia-se no canal de Águas de Moura, no canal da Vaia e no esteiro do Carvão, antes de desaguar no estuário do Sado, a norte da península da Mitrena.